# Мейо, Чарлз Хорас
Чарлз Хо́рас Ме́йо (англ. Charles Horace Mayo; 19 июля 1865, Рочестер, штат Миннесота, США — 26 мая 1939, Чикаго, штат Иллинойс, США) — американский хирург, один из основателей клиники Мейо в Рочестере. Сын Уильяма Уарелла Мейо, брат Уильяма Джеймса Мейо.

## Биография
Родился 19 июля 1865 в Рочестере, штат Миннесота, США в семье хирурга Уильяма Уарелла Мейо. В 1888 году окончил Чикагский университет и стал работать хирургом в основанной его отцом клинике Сент-Мэрис в родном городе. В 1889 году совместно с братом Чарлзом Хорасом Мейо создал на базе отцовской клиники клинику Мейо, со временем ставшей одним из крупнейших лечебных и научных центров в США.
Первоначально специализировался на операциях при зобе, урологических болезнях, заболеваниях желчевыводящих путей. В дальнейшем совместно с братом разработал несколько усовершенствований в хирургические операции по резекции желудка, при портальная гипертензии, по доступу к селезёнке, операции при пупочных грыжах, деформации стопы.
В 1914—1915 годах — президент Американской хирургической ассоциации. В 1916—1917 годах — президент Американской медицинской ассоциации. В 1915 году совместно с братом учредил образовательно-исследовательский фонд Мейо, функционирующий до сих пор. При фонде работают медицинский факультет, институт усовершенствования врачей, несколько научно-исследовательских организаций. Во время Первой мировой войны — главный консультант хирургической службы армии США, бригадный генерал медицинской службы. В 1919—1936 годах — профессор института усовершенствования врачей и медицинской школы фонда Мейо. Автор трудов по операциям по поводу зоба, пересадке мочеточников, операциям на жёлчных протоках, а также по управлению медицинскими центрами. почётный Член многих научных организаций в США других странах.
Скончался 26 мая 1939 в Чикаго, штат Иллинойс.